# Малый Сурмог
Малый Сурмог — река в России, протекает в Соликамском районе Пермского края. Устье реки находится в 167 км по левому берегу реки Глухая Вильва. Длина реки составляет 25 км. В верхнем течении до впадения Восточного Сурмога также обозначается как Западный Сурмог. В 1,3 км от устья принимает справа реку Прижим.
Исток реки в урочище Новая Деревня в отрогах Северного Урала в 16 км к северо-востоку от посёлка Усовский и в 23 км к юго-востоку от центра Соликамска. Исток лежит на водоразделе Вишеры и Усолки. Река течёт на северо-восток, всё течение проходит по ненаселённому лесному массиву. Притоки — Южный Сурмог, Восточный Сурмог, Прижим (правые); Чёрная (левый). Впадает в Глухую Вильву чуть ниже посёлка Усть-Сурмог.

## Данные водного реестра
По данным государственного водного реестра России относится к Камскому бассейновому округу, водохозяйственный участок реки — Кама от водомерного поста у села Бондюг до города Березники, речной подбассейн реки — бассейны притоков Камы до впадения Белой. Речной бассейн реки — Кама.
По данным геоинформационной системы водохозяйственного районирования территории РФ, подготовленной Федеральным агентством водных ресурсов:
- Код водного объекта в государственном водном реестре — 10010100212111100005409
- Код по гидрологической изученности (ГИ) — 111100540
- Код бассейна — 10.01.01.002
- Номер тома по ГИ — 11
- Выпуск по ГИ — 1